# Luigi Galassi
Luigi Galassi (Roma, 22 novembre 1817 – Roma, 30 agosto 1895) è stato un medico italiano.

## La famiglia di origine
I Galassi sono ricordati nei documenti storici di Roccaporena  dal XIV secolo, quando il loro capostipite Antonio di Galasso esercita a Roccaporena la professione di notaio .
Fatta fortuna nel Settecento dall'allevamento degli ovini, i Galassi cominciano ad acquistare o prendere in affitto grandi tenimenti di terra tra Terni e i dintorni di Roma dove fare svernare gli ovini di loro proprietà.
Verso la prima metà del Settecento la famiglia si trasferisce a Terni diminuendo progressivamente le attività economiche di allevamento e trascorrendo periodi sempre più brevi a Roccaporena. 
La famiglia, molto legata alla chiesa, ha dato a Cascia un Gonfaloniere (Leopoldo Galassi), un generale pontificio (Vincenzo Galassi),
molti ecclesiastici. Abbracciate le idee risorgimentali, alcuni esponenti di questa famiglia sono ricordati a Roma come architetti ed amministratori nella Roma post unitaria .

## Biografia
Luigi Galassi, medico, professore universitario, nato a Roma nel 1817, di nobile famiglia originaria di Roccaporena di Cascia (Provincia di Perugia), rettore della Università di Roma "La Sapienza", era figlio di Salvatore Galassi e di Maria Truzzi, figlia del mercante di campagna Francesco Truzzi, e nipote di Vincenzo Galassi, generale dello stato pontificio. 
Laureatosi in medicina presso l'ateneo romano "La Sapienza" nel 1836 nel quale fu in un primo tempo professore di "Medicina teorico-pratica" e successivamente di "Patologia speciale medica". Fu in un primo momento segretario della facoltà di Medicina, Membro del Collegio Medico-Chirurgico, della Società Italiana di igiene, della Regia Accademia Medica di Roma, di cui fu eletto nel 1879 presidente. Successivamente divenne rettore del "La Sapienza" dal 1886 al 1888. Fu inoltre anche preside della Facoltà di Medicina e Chirurgia dell'Università di Roma. Ebbe otto figli dalla moglie Clotilde Cicognani, figlia di Felice Cicognani, che fu Ministro di Grazia e Giustizia nel governo di Pellegrino Rossi. Morì in Roma nel 1895.
A Roma è intitolata una via a Luigi Galassi.

## Il rettorato della Sapienza
Durante il delicato periodo (a seguito anche dell'unità di Roma all'Italia del 1870) in cui Galassi fu rettore della Sapienza si realizzarono numerosi cambiamenti che culminarono con la costruzione del Policlinico Umberto I iniziato nel 1888 e pressoché completato nel 1903. Il funzionamento del Policlinico universitario (1.150 letti, 350 per le Cliniche, 800 per l'Ospedale) iniziò nell'agosto del 1904.
Si tratta di un Policlinico-Ospedale d'Insegnamento la cui idea è particolarmente innovativa per quei tempi. Fino al 1887 le Cliniche della Facoltà di Medicina di Roma erano associate a più Ospedali quali quelli di S. Spirito, S. Giacomo, S. Rocco, S. Gallicano e della Consolazione.
Il prof. Galassi fu autore di numerose pubblicazioni in ambito medico, tra le quali alcune riguardanti le acque albule, la febbre napoletana e altri tipi di febbri. Molte sue pubblicazioni sono conservate presso la Biblioteca Medica Statale del Policlinico Umberto I in Roma. Fece dono all'ateneo romano di un'importante biblioteca di oltre 1300 volumi, che costituisce uno dei fondi di base più importanti della biblioteca centrale dell'Università di Roma.

## Opere
- Osservazioni e riflessioni sopra un nuovo genere di febbre, in Giornale medico di Roma, I [1865], pp. 129–166;
- Della febbre ricorrente periodica, ibid., III [1867], pp. 545–564;
- Comunicazione sulla terapia della febbre ricorrente miasmatica, in Atti della Accad. medica di Roma, V [1879], pp. 83–90;
- Sul modo di somministrare i preparati chinacei nelle febbri intermittenti ostinate, in Bull. della R. Accad. medica di Roma, VII [1881], pp. 352–364;
- Della febbre napolitana o febbricola del prof. De Renzi, in Lo Sperimentale, XXXIX [1885], pp. 237–251.